# El Tolle
El Tolle o El Tollé es una pedanía del municipio de Abanilla, Murcia que se ubica en el centro de Municipio y a orillas del río Chícamo. Está entre la sierra del Puerto y la sierra de Abanilla. Es atravesada por la MU-9-A, a pocos metros de distancia de El Partidor.
Tiene una población de 47 habitantes.

## Toponimia
El origen del nombre del pueblo viene de la palabra tollo o tolmos, nombre que se da a grandes peñascos en forma de mojón o hito, algo que suele verse en toda la geografía abanillera.

## El pueblo
El Tolle tiene un caserío que se reparte por la carretera MU-9-A; que es el acceso más rápido de Macisvenda desde Abanilla que fue construida hacia los años 30. La agricultura, la ganadería y la industria del esparto es la mayor economía que aporta al poblado; también podemos contar con una industria constructora y por la zona, pasa el río Chicamo; de gran interés natural.

## Monumentos y lugares de interés
El único edificio que destaca en el pueblo es la ermita de la Asunción; construida en 1950, se ubica en el centro del pueblo al lado de una plaza grande donde se celebran sus festividades el 15 de agosto. Fue restaurada varias veces hasta hoy.
Hacia el este del pueblo y a orillas de la rambla Moscosa, se erige un santuario budista.

## Entorno natural
Aparte del río Chícamo que cruza la pedanía, si seguimos la carretera antes de llegar a la pedanía de El Chícamo, nos encontramos con un interesante roquedal lleno de interesantes tolmos o tollos que podía hacer dado alusión al nombre del pueblo.